# Better Than You
Better than You è un brano musicale del gruppo musicale statunitense Metallica, quinta traccia del settimo album in studio ReLoad, pubblicato il 18 novembre 1997.

## Descrizione
Inizialmente intitolata Better, il brano si riferisce alla storia di qualcuno con l'ossessione di combattere per essere migliore di un altro.
Nel 1999 vinse il Grammy Award alla miglior interpretazione metal.

## Formazione
Gruppo
- James Hetfield – chitarra, voce
- Kirk Hammett – chitarra
- Jason Newsted – basso
- Lars Ulrich – batteria

Altri musicisti
- Jim McGillveray – percussioni aggiuntive